# كريستينا كولجاكا
كرستينا كولجاكا Kristina Koljaka (ولدت في 4 يونيو 1916 في كافاجي) هي نحاتة ألبانية. وقد درست النحت في أكاديمية الفنون الجميلة في روما.
وهي من أول الساء اللواتي حققن نجاحا في مجال النحت في ألبانيا.
ولها العديد من الأعمال البارزة. من أشهرها تمثال لينين في وسط العاصمة تيرانا، والذي أقيم عام 1954.